# Соцсети (сериал)
«Соцсети» — российский телесериал-альманах. Премьера состоялась 7 января 2023 года в онлайн-кинотеатре Premier.
В 2022 году телесериал был показан в основной программе фестиваля Realist Web Series Weekend и был номинирован в шести категориях, среди которых — «Лучший сценарий», «Самая оригинальная идея» и «Лучшая режиссура».

## Сюжет
Действие происходит в Томске в разные годы в будущем. Каждый из шести эпизодов представляет собой отдельную историю, которые связывает идея о влиянии новых технологий на человека.

## В ролях

### Первая серия «100% счастья»
- Любовь Аксёнова — Анна
- Алексей Гоман — Роман Орлов
- Кирилл Колемасов — ассистент Алекс (голос)

### Вторая серия «Объятые одиночеством»
- Кирилл Кяро — Стас
- Тома Морозова — Лера
- Ольга Райх — Агата
- Анна Волкова — Алла
- Павел Морщинин — Дима
- Алёна Бунина — Настя
- Никита Нетунаев — Максим

### Третья серия «Лайки»
- Сергей Походаев — Борис
- Леонтий Усов — Вениамин Петрович
- Луиза Михайлова — Галина Николаевна
- Виктория Жилина — тётя Лена
- Денис Егоров — дядя Витя
- Алёна Чернова — Влада

### Четвёртая серия «Номер 138»
- Антон Кузнецов — Вадим
- Инна Коляда — Любовь
- Маргарита Кошелева — Вероника
- Катерина Беккер — девушка-андроид

### Пятая серия «Думай потише»
- Евгений Шварц — Олег
- Данил Тябин — Никита
- Анастасия Агаркова — Маша
- Александра Преснякова — INNA
- Тимур Урманчеев — Игорь, инвестор

### Шестая серия «Брат»
- Иван Мулин — Сергей
- Эльдар Калимулин — Алексей
- Алексей Матошин — Платон
- Владимир Селиванов — Виктор
- Вета Гарбар — мама Сергея и Алексея
- Катерина Беккер — девушка-андроид

## Производство
Съёмки проходили в Томске.
В декабре 2022 года вышел трейлер сериала.

## Реакция
Алексей Литовченко («КиноРепортёр»): «За минувшие новогодние каникулы вышло сразу два сериала-альманаха, которые с известной долей условности правомерно назвать русскими версиями „Черного зеркала“. То есть оба они в той или иной степени проникнуты алармизмом по отношению к плодам технологического прогресса и как бы предупреждают об опасностях, таящихся в современных технологиях».
Вячеслав Серов (Томск.ру): «С „Чёрным зеркалом“ „Соцсети“ роднит лишь композиционная составляющая и поднимаемые темы: технологии против человека. Томский сериал — это попытка исследовать современные цифровые гаджеты, медиа, умных ассистентов и прочие полезные хай-тек новшества современного мира в социальном и психологическом контексте. Насколько умные гаджеты способны испортить или улучшить нашу с вами жизнь».
Оксана Чертова («Metro Москва»): «О печальных последствиях победы машин над человечеством фантасты с завидной периодичностью талдычат уже лет сто. Авторы этого альманаха велосипеда тоже не изобрели: да, роботы уже настолько уверенно вошли в нашу жизнь, что мы практически перестали замечать их присутствие, зато всё более беспомощными стали чувствовать себя без них. Спасибо, что лишний раз напомнили, что никакие суперсовременные гаджеты не способны заменить обыкновенное человеческое тепло, а соцсети не панацея от тотального одиночества».